# Hiw
Hiw of  Hiu is het noordelijkste eiland van de Torreseilanden (tevens een van de grootste) en van Vanuatu. Het strekt zich van noord naar zuid uit over ongeveer 13,5 kilometer, bij een maximale breedte van 4,5 kilometer. De oppervlakte bedraagt 51 km² en de maximale hoogte 366 meter (Mount Wonvara). De noordkaap wordt Vewoag Point genoemd. Op ongeveer 2 kilometer ten zuiden van de zuidkaap Pointe Gagévétawa ligt het eiland Metoma, dat van het eiland wordt gescheiden door de Mawatan Passage (Passe Cosmao). Op 1,6 kilometer ten noorden van het eiland bevindt zich het onderzeese koraalrif Ngwei Gakw (of Gwei Ngak, vroeger Recif Giraudeau genoemd), dat fungeert als een branding voor het eiland.
Het binnenland is dicht bebost. In de kustgebieden bevinden zich de kleine dorpjes Taouwa, Wounépara, Pivosava en de hoofdplaats Gavigamana, die zich aan de oostkust bevindt. Op het eiland wonen ongeveer 150 mensen die de gelijknamige taal Hiu (Hiw) spreken. Er komen ook twee zoogdieren voor: de geïntroduceerde Pacifische rat (Rattus exulans) en de Tongavleerhond (Pteropus tonganus).